# 迪罗勒河畔塞勒
迪罗勒河畔塞勒（法語：Celles-sur-Durolle，法語發音：[sɛl syʁ dyʁɔl]）是法国多姆山省的一个市镇，属于蒂耶尔区。

## 地理
迪罗勒河畔塞勒（45°51'30"N, 3°38'7"E）面积38.9 平方千米，位于法国奥弗涅-罗讷-阿尔卑斯大区多姆山省，该省份为法国中南部省份，北起阿列省接壤，东临卢瓦尔省，南至上盧瓦爾省和康塔爾省，西接科雷兹省和克勒兹省。
与迪罗勒河畔塞勒接壤的市镇（或旧市镇、城区）包括：帕拉迪克、阿尔孔萨、沙布勒洛什、埃斯库图、拉莫讷里勒蒙泰勒、圣阿加特、蒂耶爾、维斯孔塔。

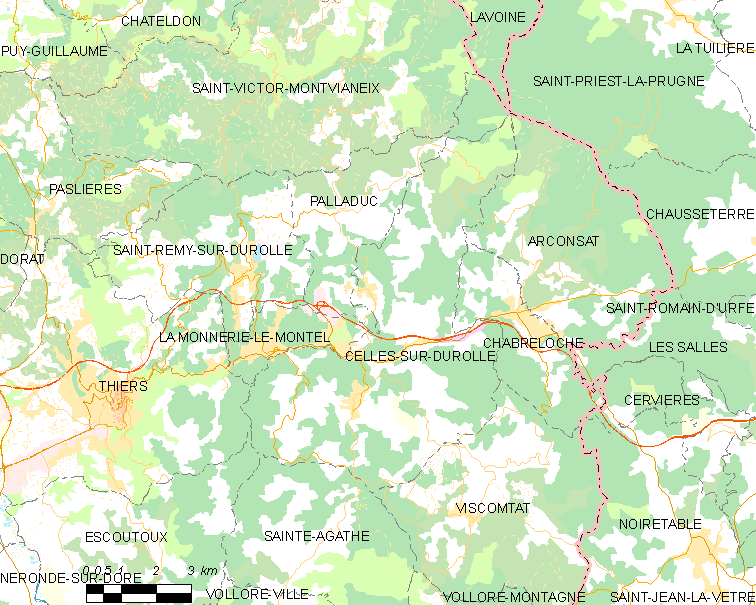
迪罗勒河畔塞勒的OSM定位图

迪罗勒河畔塞勒的时区为UTC+01:00、UTC+02:00（夏令时）。

## 行政
迪罗勒河畔塞勒的邮政编码为63250，INSEE市镇编码为63066。

## 政治
迪罗勒河畔塞勒所属的省级选区为蒂耶尔县。

## 人口

1962-2008年间迪罗勒河畔塞勒人口变化图示

迪罗勒河畔塞勒于2022年1月1日时的人口数量为1635人。